# Gråskäret (vid Örö, Kimitoön)
Gråskäret är en ö i Finland. Den ligger i Skärgårdshavet eller Norra Östersjön vid Örö i kommunen Kimitoön i den ekonomiska regionen  Åboland i landskapet Egentliga Finland, i den sydvästra delen av landet. Ön ligger omkring 73 kilometer söder om Åbo och omkring 150 kilometer väster om Helsingfors. Gråskäret ligger 6 meter över havet.
Öns area är 2 hektar och dess största längd är 240 meter i öst-västlig riktning.